# آلدایا
آلدایا (به اسپانیایی: Aldaia) یک شهرستان در اسپانیا است که در Horta Oest واقع شده‌است.

## خصوصیات
آلدایا ۱۶٫۱ کیلومترمربع مساحت و ۲۹٬۱۷۳ نفر جمعیت دارد و ۵۰ متر بالاتر از سطح دریا واقع شده‌است.